# Kobiele Wielkie (Radomsko)
Pour les articles homonymes, voir Kobiele Wielkie.
Kobiele Wielkie (prononciation [kɔˈbjɛlɛ ˈvjɛlkʲɛ]) est un village de la gmina de Kobiele Wielkie, du powiat de Radomsko, dans la voïvodie de Łódź, situé dans le centre de la Pologne.
Le village est le siège administratif (chef-lieu) de la gmina appelée gmina de Kobiele Wielkie.
Il se situe à environ 13 kilomètres (km) à l'est de Radomsko (siège du powiat) et 84 kilomètres au sud de la capitale régionale Łódź (capitale de la voïvodie).
Sa population s'élève approximativement à 1 000 habitants en 2010.

## Administration
De 1975 à 1998, le village était attaché administrativement à l'ancienne voïvodie de Piotrków.

Depuis 1999, il fait partie de la nouvelle voïvodie de Łódź.